# Мацих, Леонид Александрович
Леонид Александрович Мацих (18 мая 1954, Киев — 8 марта 2012, Москва) — российский философ и теолог, педагог, кандидат наук по филологии и теологии (PhD).

## Биография
Леонид Александрович Мацих родился 18 мая 1954 года в Киеве. Его отец — Александр Биньяминович Мацих (1918—2010) был бухгалтером. Мать — Гита Ильинична (1925—2010), урождённая Таубман, работала врачом скорой помощи.
Владел русским, английским, французским, ивритом и украинским языками.

## Образование
- 1971—1975 — Запорожский государственный педагогический институт, факультет иностранной филологии — специализация: преподаватель французского языка.
- 1985 — Московский государственный педагогический институт иностранных языков имени Мориса Тореза — кандидат наук, специализация: французская литература.
- 1991—1995 — Институт Шалома Хартмана (SHI)[англ.], Иерусалим
- 1999—2001 — Поствузовское образование (PhD) — Еврейская теологическая семинария Америки (JTS), Нью-Йорк. Специализация «Раввинистическая литература».

## Научная деятельность
Изучал влияние религиозных учений на историю цивилизаций, пришёл к выводу об огромном влиянии масонской идеологии и практики на формирование европейской цивилизации и культуры. Находясь в США, познакомился лично с некоторыми масонами и получил возможность поработать в масонских архивах.
Выступал научным редактором «Библейских исследований» — сборника научных статей о Библии, изданного РАН. Руководил проектом по переводу на русский язык сборника средневековых комментариев к Библии «Большие Комментарии к Писанию». В рамках этого проекта в 2010 году выпущен первый том.

## Преподавательская деятельность
- 1985—1991 — Московский государственный университет им. М. В. Ломоносова, Институт стран Азии и Африки, кафедра истории мировых религий — ассоциированный профессор
- 1991—1993 — Министерство образования и культуры Израиля — координатор еврейских образовательных программ для взрослых
- 1993—1995 — Международный центр университетского преподавания по вопросам иудейской цивилизации (Иерусалим) — координатор научных программ в бывшем СССР
- 1995—1999 — Всемирный Благотворительный Комитет «Джойнт» (США) — академический представитель в бывшем СССР. Отвечал за академические исследования в области иудаики в университетах бывшего СССР
- 2001—2006 — Международный Соломонов университет в Киеве, проректор по исследованиям в области иудаики и международным научным связям.

Преподавал также в РГГУ, Еврейском университете в Иерусалиме и Латвийском университете.
Являлся членом академического совета Международного центра университетского преподавания по вопросам иудейской цивилизации (Иерусалим). Член Академического совета центра «Сэфер» («Книга») — Российского центра исследований по иудаике при Российской академии наук.

## На радио и телевидении
- С 4 ноября 2009 года по 2 июня 2010 года — совместно с Наргиз Асадовой вёл цикл передач о масонстве «Братья» на радиостанции «Эхо Москвы»[4].

- Цикл передач «Вольные каменщики» в эфире телеканала «ВОТ!» — программа Алексея Лушникова и Леонида Мациха[5].

- 10 августа 2010 года Радио «Маяк». Леонид Мацих в гостях у Антона Комолова. O том, кто такие масоны, что такое масонская ложа и какова история этой таинственной организации[6].

- 19 октября 2010 года Радио «Маяк». Леонид Мацих в гостях у Антона Комолова. Oб истории возникновения и развитии масонства в России[7].

- 12 июля 2011 года Радио «Маяк». Гость в студии: доктор филологии и теологии Леонид Мацих. Поговорим о происхождении религий[8].

- 11 октября 2011 года читал лекцию «Кто боится вольных каменщиков?» на телеканале «Культура» в проекте «ACADEMIA»[9].

- 12 октября 2011 года читал лекцию «Метафизика Северной столицы» на телеканале «Культура» в проекте «ACADEMIA»[10].

- 6 и 7 марта 2012 года читал лекции «Всемирная история женщин» на телеканале «Культура» в проекте «ACADEMIA»[11][12].

Умер в 2012 году. Похоронен в Химках на Новолужинском кладбище.